# سائو گابریل (کشتی)
سائو گابریل (کشتی) (به انگلیسی: São Gabriel (ship)) یک کشتی بود که طول آن ۲۵٫۷ متر (۸۴ فوت) بود.